# Universität Alcalá (1499–1836)

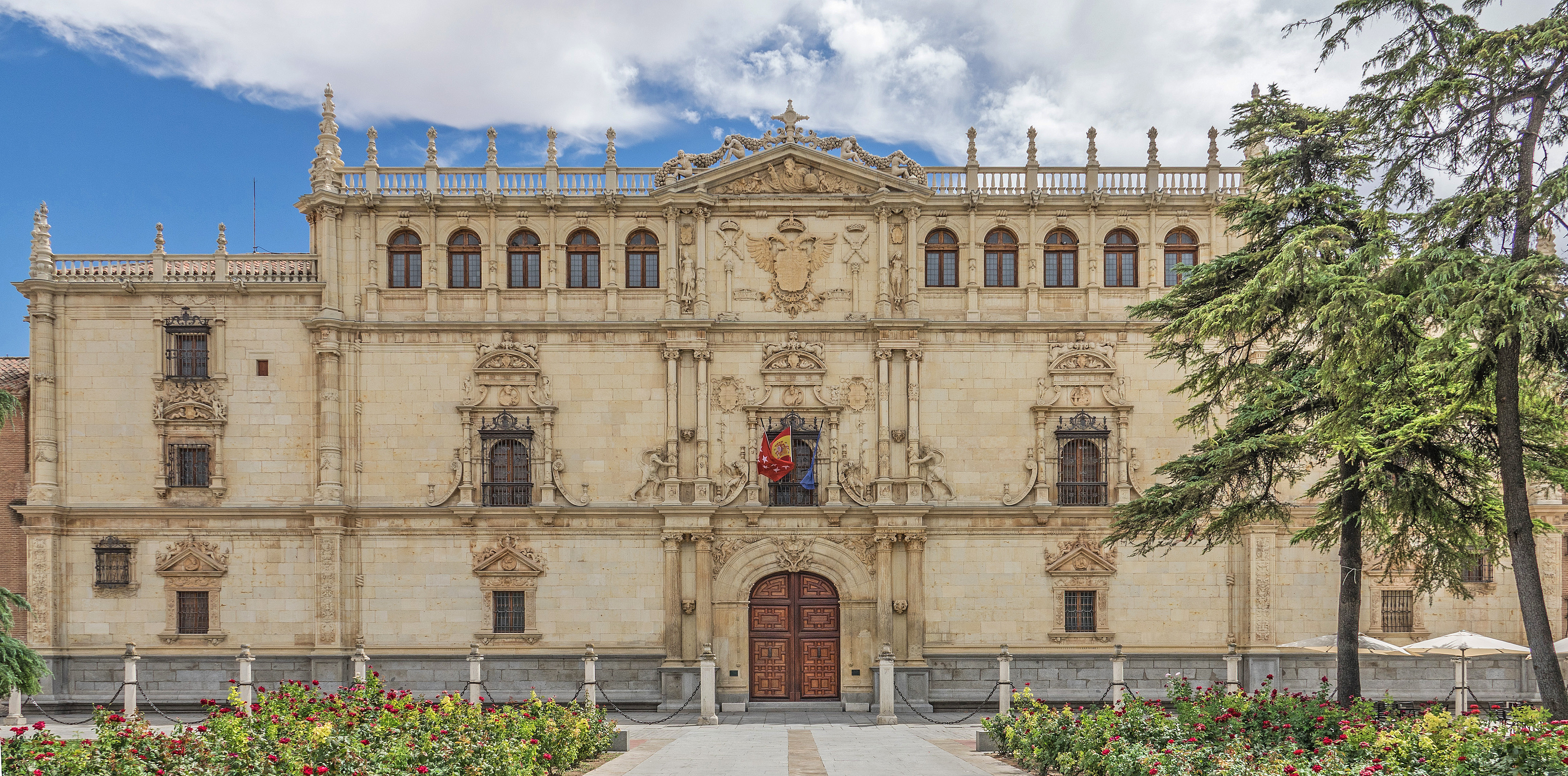
Fassade des Colegio Mayor de San Ildefonso

Die Universität Alcalá (span. Universidad de Alcalá, Universidad Complutense) war im 16. und 17. Jahrhundert eine der bedeutendsten Universitäten Europas. Sie wurde 1499 in Alcalá de Henares gegründet und nahm 1508 den Lehrbetrieb auf. Ein königlicher Erlass aus dem Jahr 1836 ordnete die Verlegung der Universität nach Madrid an, wo sie zusammen mit anderen Bildungseinrichtungen einen wichtigen Teil der Universidad Central de Madrid bildete.
Die 1977 gegründete gleichnamige Universidad de Alcalá betreibt Lehr- und Forschungseinrichtungen an drei Standorten in Alcalá de Henares und in Guadalajara.

## Geschichte

### Vorgängereinrichtungen
Im Jahre 1293 erteilte König Sancho IV. von Kastilien, dem Erzbischof von Toledo, Gonzalo García Gudiel, die Erlaubnis, in Alcalá eine Bildungseinrichtung für das Studium Generale einzurichten. Sie bestand dauerhaft, war aber nicht von großer Bedeutung. Der Erzbischof von Toledo, Alfonso Carrillo de Acuña, ließ im Jahr 1453 in Alcalá de Henares das Franziskanerkloster Santa María de Jesús bauen, das später in San Diego umbenannt wurde. Papst Pius II. genehmigte 1459 die Einrichtung von drei Lehrstühlen für das Studium Generale in diesem Kloster. Aufgrund der politischen Ereignisse in Kastilien konnte diese Erweiterung des Bildungsangebotes erst 1473 verwirklicht werden.

### Gründung

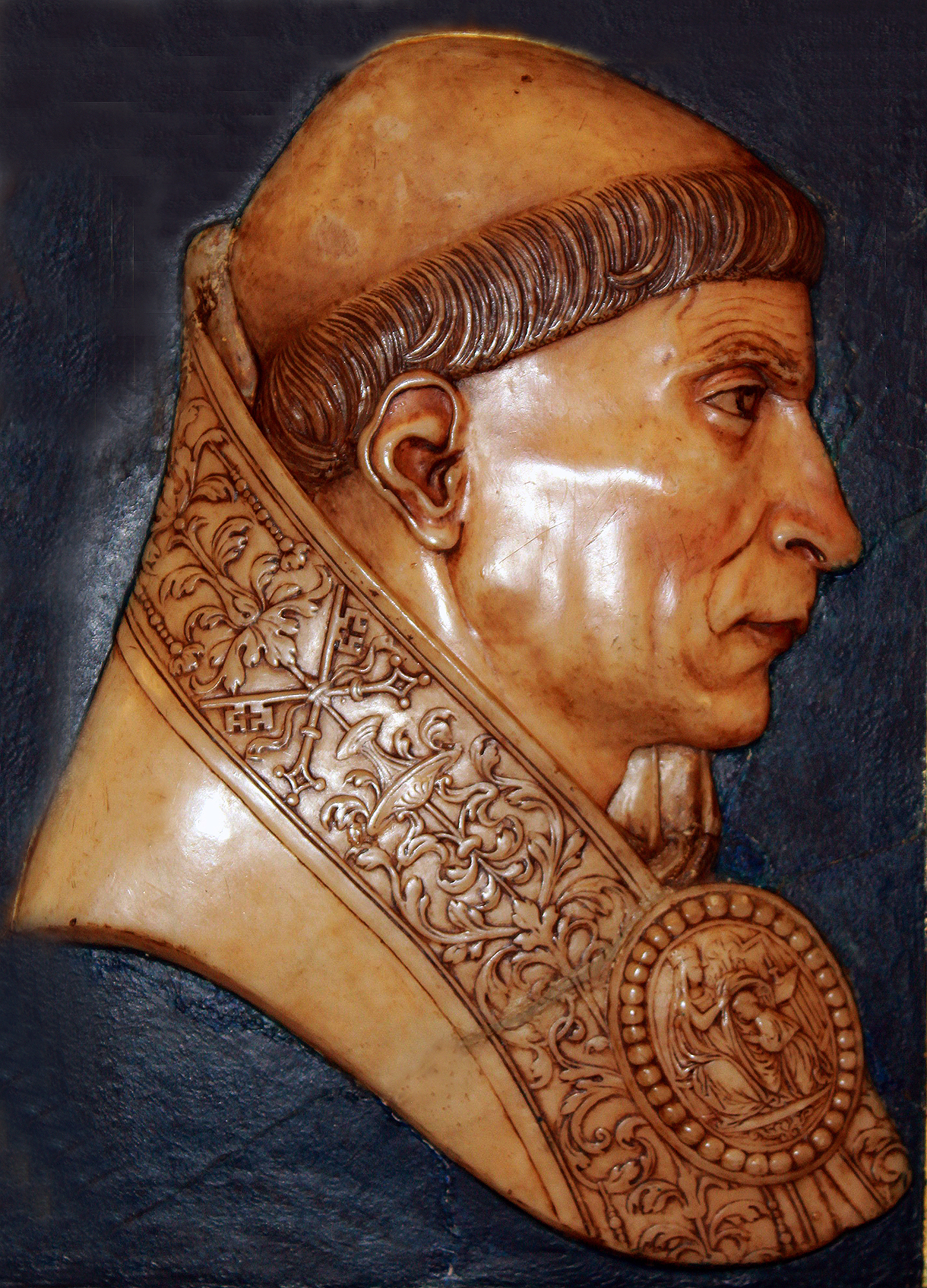
Francisco Jiménez de Cisneros, Alabasterrelief von Felipe Bigarny

Im Dezember 1498 bat der Erzbischof von Toledo, Francisco Jiménez de Cisneros, Papst Alexander VI. um die Genehmigung zur Gründung des Colegio Mayor de San Ildefonso als zentrale Einrichtung einer zu errichtenden Universität mit Lehrstühlen für Theologie, Kirchenrecht und Freie Künste. Er verzichtete darauf, eine Ausbildung in weltlichem Recht zu beantragen, da er der Ansicht war, dass es in Salamanca und Valladolid bereits ein ausreichendes Angebot für diese Fächer gab.
Mit der Gründung einer neuen Universität in Alcalá de Henares im Erzbistum Toledo strebte der Erzbischof eine bessere, wissenschaftlich fundierte Bildung in Kastilien an. Dabei orientierte er sich an den Studiengängen anderer europäischer Universitäten. Nach dem vorbereitenden Unterricht in den Artes Liberales sollte ein Fachstudium der Freien Künste, der Theologie oder des Kirchenrechtes folgen. Das Studium der Medizin war am Anfang nicht vorgesehen.
Ziel der Universität war es, Führungskräfte für die Kirche auszubilden. Die Einrichtung der Colegios, die Bereitstellung der für den Betrieb notwendigen Mittel und die Vergabe von Stipendien sollten auch Personen, die nur über geringe Einkünfte verfügten, ein Studium ermöglichen. Dieses Ziel entsprach auch den Vorstellungen der Königin Isabella und des Königs Ferdinand, die von den Kandidaten für das Amt eines Bischofs ein Hochschulstudium verlangten.
Der Erzbischof von Toledo und spätere Kardinal und Generalinquisitor von Kastilien beabsichtigte, Alcalá in ein humanistisch-theologisches Zentrum zu verwandeln, um eine erneuerte Theologie anzuregen, die sich auf die Originalquellen der Bibel stützte. Dazu sollten auch Professoren beitragen, die in Paris, Bologna und anderen europäischen Städten studiert hatten. An der Universität Alcalá de Henares waren die drei bedeutenden theologischen Strömungen der Zeit vertreten: der Thomismus, der Scotismus und der Nominalismus. Um die Originaltexte der Bibel besser erfassen zu können, sollten eine erweiterte Sprachausbildung angeboten werden und die entsprechenden Quellen in der Ursprungssprache vorliegen. Francisco Jiménez de Cisneros ließ in ganz Europa Handschriften und gedruckte Bücher für die Bibliothek erwerben. Noch vor Eröffnung der Universität wurde im Jahr 1502 mit der Erarbeitung einer mehrsprachigen Bibelausgabe, der Complutensischen Polyglotte, begonnen.

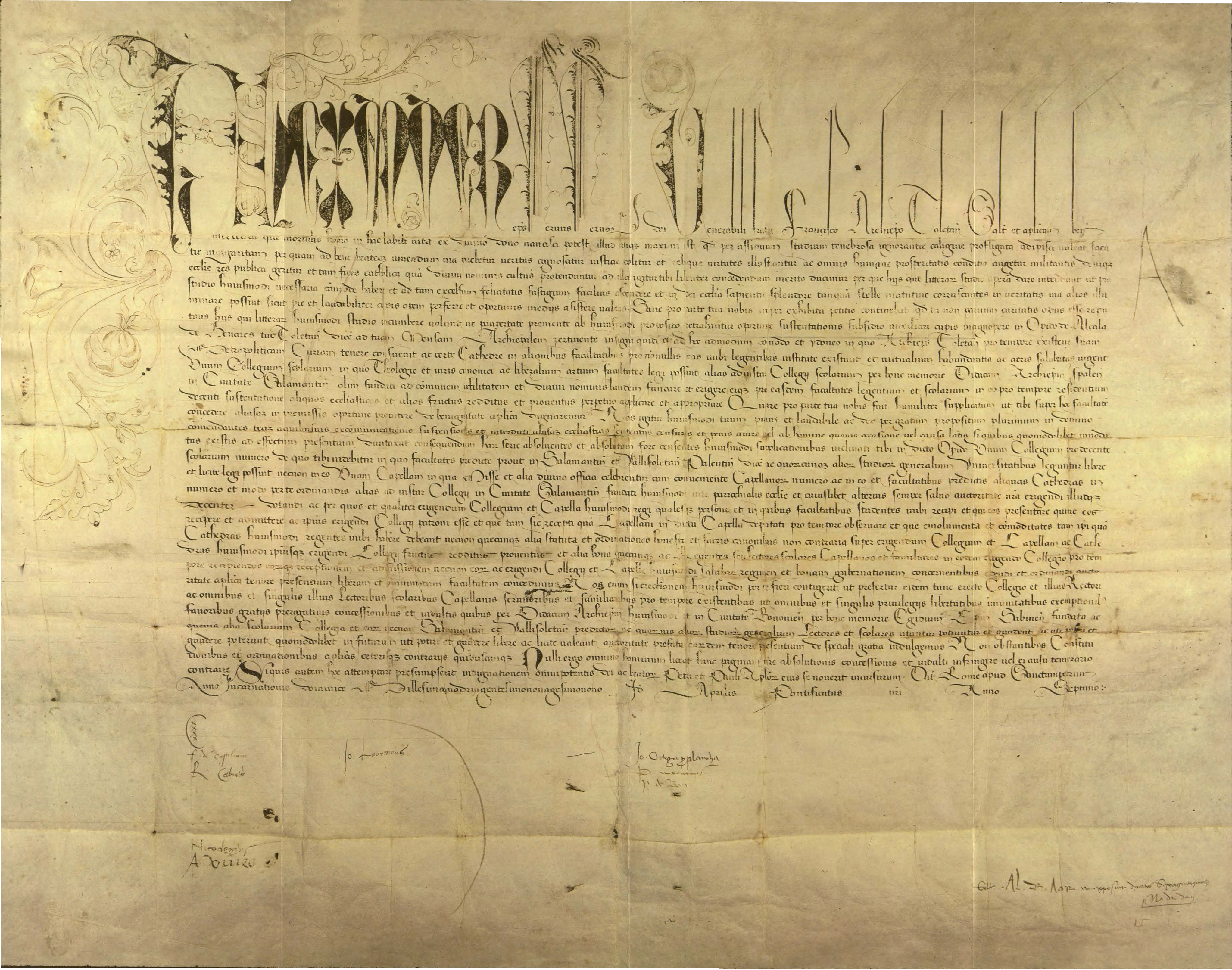
Urkunde durch die Papst Alexander VI. dem Erzbischof von Toledo Francisco Jiménez de Cisneros die Gründung des Colegio Mayor de San Ildefonso genehmigte

Die Urkunden, in denen Papst Alexander VI. die Gründung des Colegio Mayor de San Ildefonso als zentrale Einrichtung der Universität regelte, tragen das Datum des 13. April 1499. In einem bis dahin nahezu unbebauten Teil der Stadt Alcalá de Henares wurde mit dem Bau der ersten geplanten Universitätsstadt der westlichen Welt begonnen. Während sich in anderen europäischen Städten wie Bologna, Oxford, Paris und Salamanca die Universitäten allmählich entwickelten und sich dem städtischen Umfeld anpassten, wurde in Alcalá de Henares die Universitätsstadt in einem umfangreichen Bauprogramm in kurzer Zeit geplant und errichtet. Das betraf nicht nur Colegios und Klöstern mit Räumen für Vorlesungen, Wohn- und Arbeitsmöglichkeiten für Studenten und Bibliotheken sowie Häusern für das Personal, sondern auch die Schaffung der notwendigen Infrastruktur, einem Krankenhaus und einem Gefängnis. Drucker, Buchbinder und Buchhändlern erhielten Gebäude zu günstigen Bedingungen. Im Verlauf des 16., 17. und 18. Jahrhunderts wurden weitere Colegios gegründet, die sich bei der Ausbildung auf besondere Aspekte der Wissenschaften spezialisierten oder die geografische oder soziale Herkunft der Studenten berücksichtigten. Die Finanzierung wurde aus den persönlichen Einkünften des Erzbischofs Cisneros und durch Stiftungen der Könige und des hohen Adels bestritten. Viel religiöse Orden errichteten in Alcalá de Henares Klöster oder Konvente, die in enger Zusammenarbeit mit der Universität die Ausbildung der Ordensmitglieder betrieben. Zeitweise gab es in Alcalá de Henares einschließlich der Einrichtungen der Orden 42 Colegios.
Die Arbeiten am Hauptgebäude des Colegio Mayor de San Ildefonso wurden 1508 abgeschlossen. Am 18. Oktober 1508 hielt der in Paris ausgebildete Theologieprofessor und erste Kanzler der Universität, Pedro de Lerma, die erste Vorlesung. Sein Thema war die Moralphilosophie des Aristoteles. Die ersten Studenten begannen ihr Studium in den Fakultäten der Freien Künste, des Kanonischen Rechts und der Theologie. Zusätzlich zu den im April 1499 genehmigten Fakultäten wurde der Unterricht in einer medizinischen Fakultät aufgenommen. Sie war ohne päpstliche Genehmigung eingerichtet worden, weil Francisco Jiménez de Cisneros sie für „sehr angebracht und notwendig“ hielt. Am 3. November 1514 genehmigte Papst Leo X. diese Fakultät.

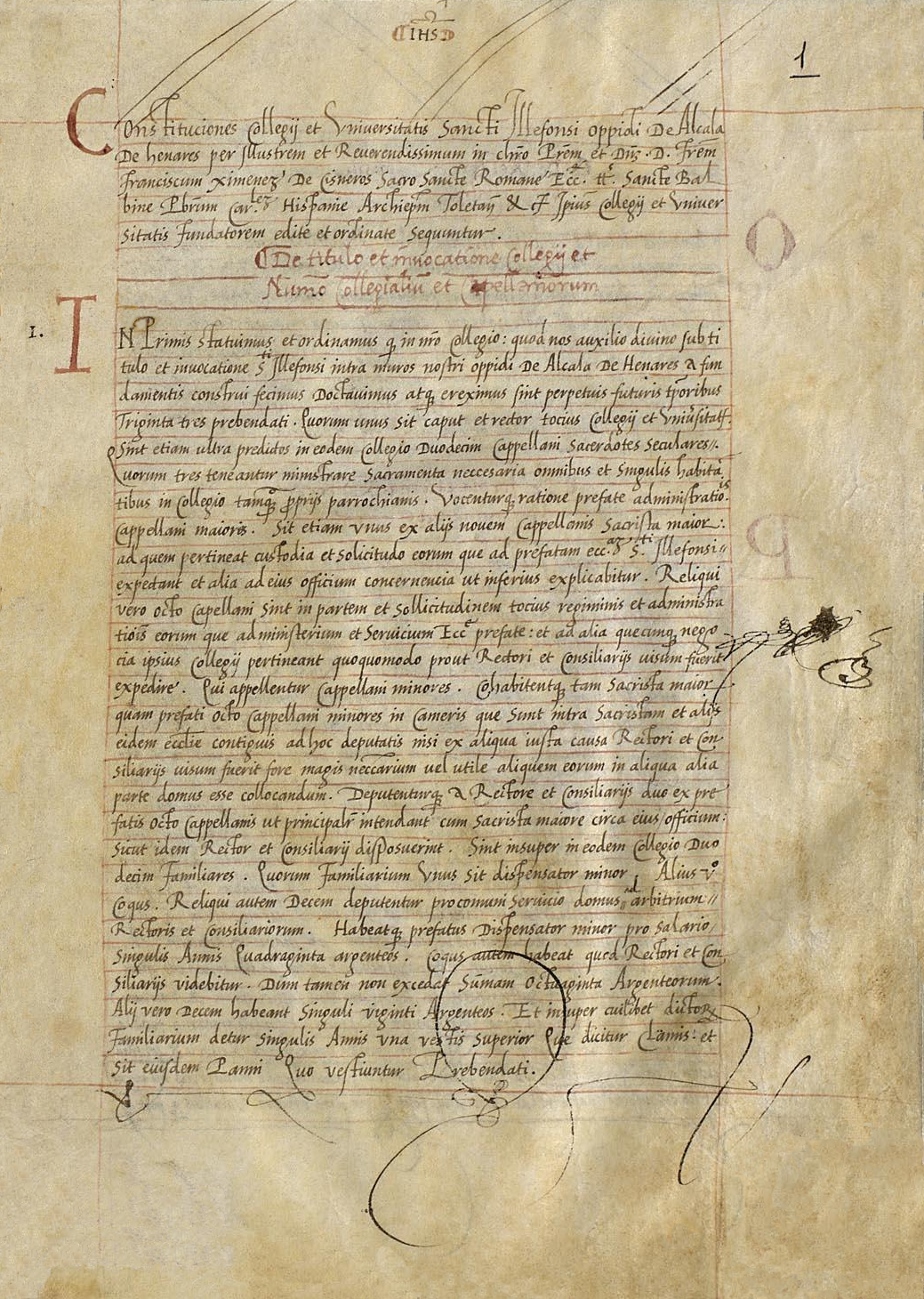
Verfassung des Colegio Mayor de San Ildefonso (Francisco Jiménez de Cisneros, 22-01-1510).

Im Studienjahr 1509–1510 gab es 42 Lehrstühle: Sechs für Theologie, sechs für Kirchenrecht, vier für Medizin, einen für Anatomie, einen für Chirurgie, acht für Freie Künste, einen für Moralphilosophie, einen für Mathematik, vier für Rhetorik, sechs für Grammatik und vier für Griechisch und Hebräisch.
1510 erließ Kardinal Cisneros die Verfassung des Colegio Mayor de San Ildefonso („Constituciones del Colegio Mayor de San Ildefonso“). Sie enthielt zahlreiche Bestimmungen, die die gesamte Universität betrafen. Diese Verfassung orientierte sich an denen der Colegios Mayores von Bologna und Salamanca. In den 72 Abschnitten des Dokumentes wurden nahezu alle Angelegenheiten der Universität sowie die Rechte und Pflichten der Universitätsmitglieder im Einzelnen geregelt. Es enthielt Verhaltensregeln sowie Hinweise auf den Ablauf verschiedener Zeremonien und einen Katalog von Sanktionen, die bei eventuellen Verstößen gegen die Vorschriften zu verhängen waren. Es gab Hinweise auf die Zusammensetzung der Universitätsgemeinschaft aus Studenten, Lehrpersonal, Verwaltungspersonal und Hilfskräften. Die Voraussetzungen zur Ernennung von Professoren und ihre Bezahlung waren festgelegt. Klare Vorschriften regelten die Organisation der Universitätsverwaltung. Es bestanden Studienpläne der verschiedenen Fakultäten und eindeutige Regeln für die Vergabe der Akademische Grade Bachiller, Licenciado, Maestro und Doctor. Alle Mitglieder der Universität waren verpflichtet, die Constituciones zu kennen, um sie einhalten und beachten zu können. Abschnitt 72 schrieb vor, dass ein Exemplar des Textes in der Bibliothek für jedermann zugänglich aufbewahrt werden sollte. Außerdem war es üblich, sie zu Beginn der Kurse während des Mittag- und Abendessens im Refektorium vorzugelesen. Diese Verfassung wurde zum Vorbild vieler Universitäten, insbesondere Lateinamerikas.

## Colegios

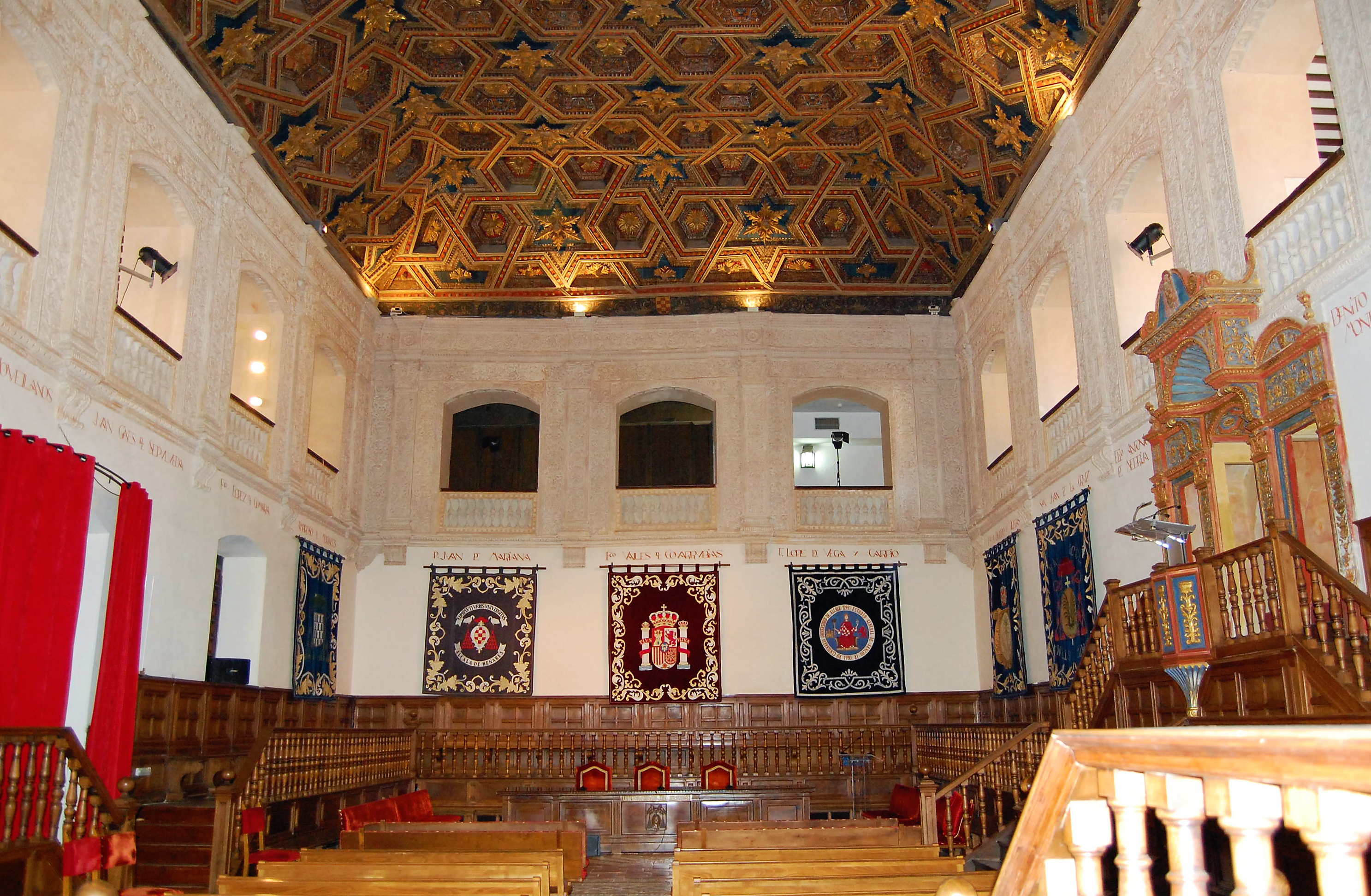
Paraninfo (Festsaal) im Colegio de San Ildefonso

In der Bitte um Genehmigung der Bildungseinrichtung, die Francisco Jiménez de Cisneros 1498 an den Papst richtete, wurde nur der Begriff Colegio, nicht der Begriff Universität verwendet. Die Mitglieder aller Colegios, die Studenten, die nicht Mitglieder von Colegios waren, die Professoren und das Hilfs- und Verwaltungspersonal bildeten zusammen die Universität (universitas magistrorum et scolarium). Die am 23. Juli 1512 erlassene päpstliche Bulle Quoniam per litterarum studia erklärte, dass die Universitas Complutense (Universität von Alcalá) unter dem direkten Schutz und der Schirmherrschaft des Papstes stehe. Die Universität hatte ihre eigene Rechtsprechung und war von der Jurisdiktion des Erzbischofs von Toledo und jedes anderen Bischofs oder Grundherren unabhängig.
Die wichtigsten Einrichtungen der Universität waren der Colegio Mayor de San Ildefonso, die von Francisco Jiménez de Cisneros selbst, oder nach seinem Tod nach seinen Vorstellungen gegründeten Colegios Menores Cisnerianos, das für die Universitätsangehörigen gegründete Krankenhaus Hospital de San Lucas y San Nicolás, die von religiösen Orden für ihre Mitglieder gegründeten Colegios, Konvente oder Klöster, die als Colegios Menores de Regulares oder Colegios-Conventos de Religiosos bezeichnet wurden, sowie die nach 1517 eingerichteten weltlichen Colegios Menores Seculares. Die Magistralkirche der Heiligen Justo und Pastor, die eng mit den Einrichtungen der Universität verflochten war, wurde oft als Teil der Universität angesehen.

### Colegio Mayor de San Ildefonso

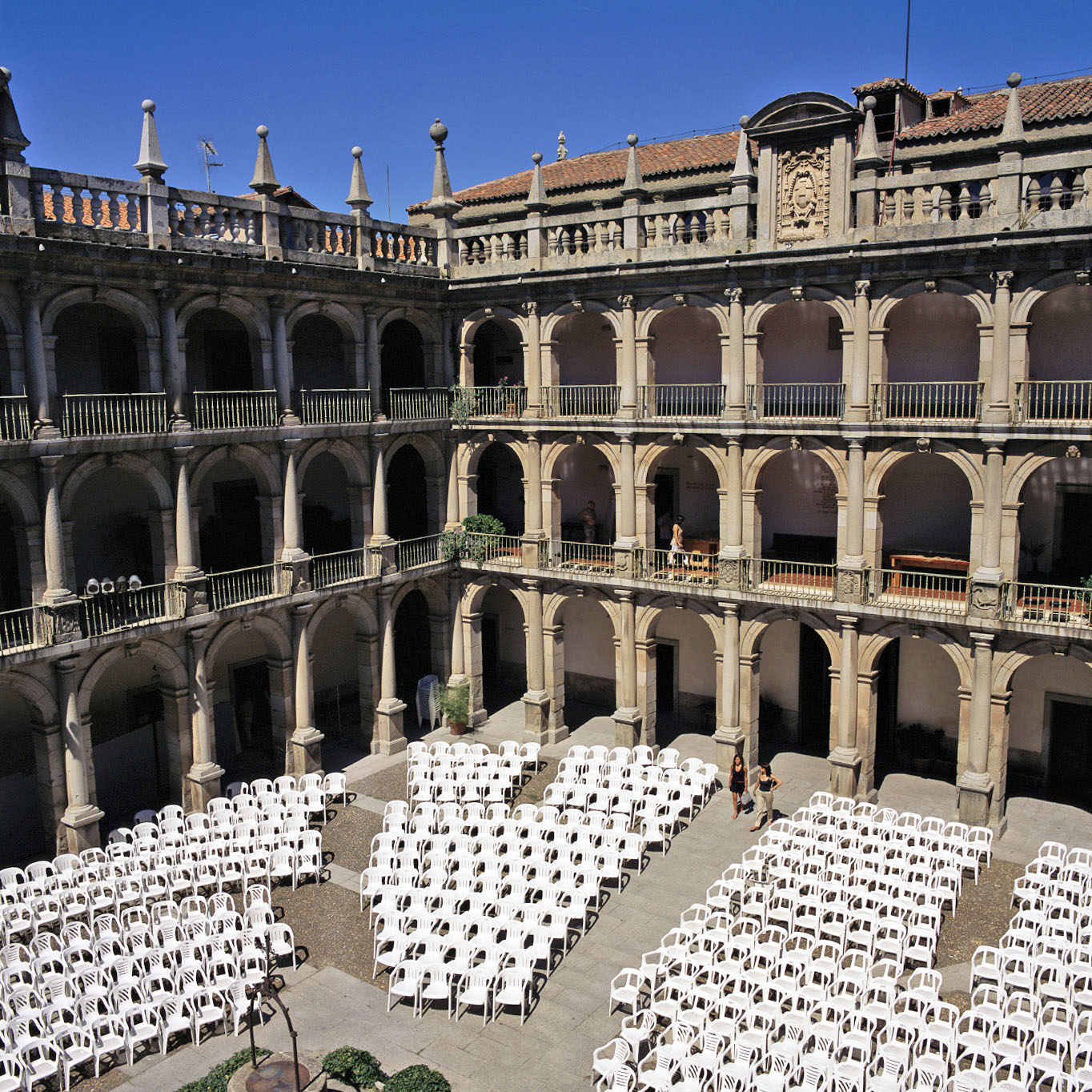
Patio de Santo Tomás de Villanueva im Colegio Mayor de San Ildefonso

Der Colegio Mayor de San Ildefonso war in jeder Hinsicht die zentrale Einrichtung der Universität. In seinen Gebäuden befanden sich bis ins 18. Jahrhundert die Verwaltungs- und Dienststellen der Universität. Ein Großteil der Vorlesungen, die Sitzungen der Entscheidungsgremien der Universität und die Prüfungen fanden hier statt. Die Feiern der Universität wurden im Paraninfo (Festsaal) oder der Capilla de San Ildefonso festlich begangen. Der Colegio war Eigentümer des größten Teils des für den Betrieb der Universität erforderlichen Vermögens. Der Colegio Mayor de San Ildefonso, nicht die Universität, war von Francisco Jiménez de Cisneros als sein Universalerbe eingesetzt worden. Die Einheit von Colegio und Universität dauerte bis zum 21. Februar 1777 als König Karl III. anordnete, dass die beiden Körperschaften künftig getrennt verwaltet werden sollten. Das Vermögen des Colegios wurde zugunsten der Universität eingezogen.

### Colegios Menores Cisnerianos
In den Constituciones von 1510 sah Francisco Jiménez de Cisneros die Gründung von 18 Colegios für „arme Studenten“ vor. Er gründete zunächst sechs Colegios Menores, die sich durch differenzierte Bildungsangebote, Ausbildungsdauer und die Abschlüsse unterschieden. Am 23. März 1513 erließ Cisneros eine Verfassung, die die Angelegenheiten der Colegios Menores regelte. Die Colegios Menores Cisnerianos wurden aus den Einnahmen bzw. dem Vermögen des Colegio Mayor de San Ildefonso finanziert. Ihnen stand ein Geistlicher als Vizerektor vor, der vom Rektor und den Consiliarios des Colegio Mayor ernannt und bezahlt wurde. Der Colegio de San Pedro y San Pablo, der siebente der noch von Cisneros selbst gegründeten Colegios, war Brüdern des Franziskanerordens vorbehalten. Nach dem Tod Cisneros’ wurden auf Initiative des Rektors und mit den Mitteln des Colegio Mayors drei weitere Colegios Menores Cisnerianos gegründet. Im Jahr 1779 wurden alle Colegios Menores Cisnerianos, mit Ausnahme des Colegios de San Pedro y San Pablo, zum Colegio de la Inmaculada Concepción zusammengelegt.

### Colegio-Hospital de San Lucas
Der ursprünglich als Colegio de San Lucas bezeichnete Colegio wurde 1513 von Kardinal Cisneros für eine unbestimmte Anzahl kranker Studenten eingerichtet. Der Rektor des Colegio Mayor de San Ildefonso ernannte einen Kaplan für ihre Betreuung und stattete ihn mit den notwendigen Mitteln aus. Im Colegio-Hospital de San Lucas wurden dauerhaft kranke Studenten versorgt und erhielten eine medizinische Behandlung. Im Jahr 1547 wurde er mit einem Krankenhaus, das sich in unmittelbarer Nähe befand, zusammengelegt und erhielt den Namen Colegio Hospital de San Lucas y San Nicolás. An diesem Krankenhaus wurden zeitweise auch die Medizinstudenten ausgebildet.

### Colegios Menores Seculares
Das Konzil von Trient forderte die Errichtung von Priesterseminaren in allen Bistümern. Verschiedene kirchliche Würdenträger, darunter einige Bischöfe, die an dem Konzil von Trient teilgenommen hatten, entschieden sich, anstelle der Seminare für arme Priesteramtskandidaten, Universitätskollegien an den Universitäten zu finanzieren, in denen Studenten ihrer Diözesen eine Ausbildung erhalten sollten. An diesen Colegios wurden jeweils nur Studenten zugelassen, die aus einer bestimmten Gegend stammten.
Dies war auch der Fall bei einigen anderen Colegios, die von wohlhabenden Stiftern für Studenten aus ihrem Heimatort oder der näheren Umgebung gegründet wurden. Diese Colegios, die zwar alle die Namen ihrer Schutzpatrone trugen, waren als Colegios de las naciones (Colegios der Nationen) üblicherweise unter dem Namen der Region bekannt, aus der die Studenten stammten. Zeitweise gab es mehr als zwanzig weltliche Colegios Menores. Nach der Verlegung der Universität nach Madrid wurden alle Colegios Menores Seculares geschlossen und ihr Vermögen beschlagnahmt.

### Colegios menores regulares
In der Mitte des 16. Jahrhunderts führte der Geist der Gegenreformation dazu, dass die Orden ihre Mitglieder intellektuell vorbereiten wollten und zu diesem Zweck in Alcalá Niederlassungen gründeten, die der Ausbildung von Priestern dienten. Nahezu alle in Spanien tätigen Orden unterhielten in Alcalá eine der als Colegios menores regulares oder Colegios-Coventos bezeichneten Einrichtungen, von denen es zeitweise mehr als zwanzig gab. Für die Finanzierung dieser Ausbildungsstätten waren die jeweiligen Orden verantwortlich. Die Beziehungen zwischen dem Colegio Mayor de San Ildefonso und den Colegios der Orden bestanden darin, dass alle Studenten im Rahmen der Universität Einrichtungen des Colegio Mayor de San Ildefonso nutzten. Die Colegios menores regulares wurden im Rahmen der Desamortisation in Spanien aufgelöst.

### Manteístas
Die Manteístas, so genannt nach ihren langen Umhängen (manteos), waren Studenten, die weder in einem Colegio noch in einer religiösen Einrichtung, sondern in Privathäusern in Alcalá de Henares lebten. Sie waren nicht an die strenge Disziplin der Einrichtungen gebunden. Sie unterstanden der Rechtsordnung der Universität.

## Organe der Universität
Dem Colegio de San Ildefonso vertraute Francisco Jiménez de Cisneros praktisch die Leitung und die Verwaltung des Lehrbetriebes in Alcalá an. Der Colegio wurde oft mit der Universität gleichgesetzt.

### Rektor
Die Constituciones (Verfassung des Colegios) bestimmten, dass der Rektor des Colegios jährlich von den Capillas plenas (Vollversammlungen) der Colegiales (Mitglieder) des Colegio de San Ildefonso zu wählen sei. Der Rektor des Colegios de San Ildefonso war gleichzeitig Rektor der Universität. Seine weitreichenden Befugnisse erstreckten sich auf den akademischen, juristischen, kollegialen und gerichtlichen Bereich. Als Rektor der Universität wurde er von Consiliarios unterstützt, die von den Mitgliedern des Lehrkörpers aus ihrer Mitte gewählt wurden.

### Claustros
Der Claustro pleno  war eine Versammlung der Lehrer der Universität, der Doktoren und Maestros unter dem Vorsitz des Rektors. Dieses Leitungsorgan der Universität befasste sich in erster Linie mit Angelegenheiten der Lehre und der Studienabschlüsse.
Der Rektor, die Consiliarios, der Kanzler, die Dekane und obersten Regentes der Fakultäten trafen sich alle zwei Monate zu den Claustros ordinarios der Universität. Die Congregaciones oder Claustros de facultad, waren Versammlungen der Mitglieder der einzelnen Fakultäten.

### Kanzler
Die Würde des Abad Mayor (Abt des Kapitels) der Iglesia de San Justo y Pastor war mit dem Amt des Kanzlers der Universität verbunden. Als Kanzler war er die höchste akademische Autorität der Universität. Er leitete die Abschlussprüfungen selbst oder ernannte Prüfungsvorsitzende. Er hatte vom Papst die Vollmacht erhalten, die höchsten akademischen Grade zu verleihen.

## Stiftskirche der Heiligen Justo und Pastor
An der Stelle, an der im Jahr 305 die Hinrichtung der beiden als Heilige verehrten Kinder Justus und Pastor stattgefunden haben soll, befand sich seit dem 5. Jahrhundert eine Kapelle, die unter ihrem Patrozinium stand. Während der Regierungszeit der muslimischen Herrscher blieb die Kapelle erhalten. Im Jahr 1136 wandelte der Erzbischof von Toledo sie in eine Pfarrkirche um. Papst Sixtus IV. erhob die Gemeindekirche in einer Bulle vom 23. August 1477 zur Stiftskirche. Erzbischof Alfonso Carrillo de Acuña ließ 1479 einen Neubau errichten.
Das Stiftskapitel bestand zunächst aus dem Abad Mayor (Propst), dem Maestrescuela (Scholaster), dem Capellán Mayor (Hauptkaplan), dem Tesorero (Thesaurar) dem Chantre (Kantor), zwölf Canónigos (Kanonikern) und sechs Racioneros (Präbendaren). Die ersten Mitglieder des von Erzbischof Carrillo gegründeten Stifts hatten alle an einer Hochschule studiert, wenngleich sie auch nicht alle Doktoren oder Maestros waren. Das Stift verfügte über gut gesicherte Einkünfte aus dem Kirchenzehnt und hatte weitere Einkünfte aus Darlehen, Pachten und Grundbesitzabgaben. Hinzu kamen Einnahmen aus Gebühren für Eheschließungen, Taufen, Begräbnisse und Totenfeiern, Messen für Verstorbene und Jahrgedächtnisse, die von den Kaplänen und Racioneros in den Kapellen der Kirche zelebriert wurden.
Die Urkunden, mit denen Papst Leo X. die Gründung des Colegio Mayor de San Ildefonso regelte, stellten verschiedene Verbindungen zwischen dem Colegio und dem Kapitel der Stiftskirche der Heiligen Justo und Pastor her. In der Bulle Etsi cunctos bestimmte der Papst, dass die akademischen Grade vom Abt der Stiftskirche verliehen werden sollten.
Der Abt der Stiftskirche der Heiligen Justo und Pastor wurde durch die Urkunde Militanti ecclesiae vom Papst als einer der Jueces conservadores des Colegios eingesetzt, der die Rechte, Privilegien und Güter des Colegios schützen sollte. Eine weitere Verbindung ergab sich aus den  Constituciones, der Verfassung des Colegios Mayor de San Ildefonso. Diese sahen eine Überprüfung des Zustandes, der Entwicklung und der Ereignisse des Colegios im vergangenen Jahr vor. Diese Überprüfung wurde von Visitadores durchgeführt, die Mitglieder des Stiftskapitels sein mussten und von diesem bestimmt wurden.
Um eine zusätzliche finanzielle Absicherung und eine Altersversorgung der meist nur mit befristeten Verträgen an den Colegios als Professoren angestellten Doktoren und Maestros zu erreichen, beantragte Francisco Jiménez de Cisneros bei Papst Leo X., dass die Anzahl der Stellen für Kanoniker und Präbendare des Kapitels der Kirche der Heiligen Justo und Pastor erhöht werden und sie nach dem Beispiel des Kapitels der Magistralkirche von Sint Pieter in Löwen nur mit Doktoren der Theologie und Maestros der Freien Künste besetzt werden sollten. Am 10. März 1519 unterzeichnete Leo X. in Rom die Bulle In Excelsa Apostolicae Solicitudinis. Damit erhob er die Sehr erhabene Stiftskirche der Heiligen Justus und Pastor in den Rang einer Magistralkirche, also einer Stiftskirche, bei der alle Mitglieder des Kapitels Doktoren oder Maestros sind. Nach der, durch den Papst gebilligten Erweiterung des Kapitels, bestand dieses aus dem Abad Mayor, der zugleich Kanzler der Universität war, dem Maestrescuela, dem Capellán Mayor, dem Tesorero, dem Chantre und dem Arcipreste (Erzpriester) de Santa Maria; 29 Canónigos, 19 Racioneros und 12 Capellanes. Die Stellen der Canónigos und Racioneros wurden bis ins 19. Jahrhundert überwiegend mit Personen besetzt, die an der Universität unterrichteten.

## Universidad Central und Universidad Complutense de Madrid
Der Unabhängigkeitskrieg und die Desamortisation in Spanien verursachten die Einstellung des Unterrichtsbetriebs der Universität von Alcalá.
In einem königlichen Erlass vom 29. Oktober 1836 ordnete die Regentin Maria Christina die Verlegung der Ausbildung der Universidad de Alcalá nach Madrid an. Sie wurde mit den Ausbildungsgängen der Reales Estudios de San Isidro und des Real Museo de Ciencias Naturales de Madrid zur Universidad Central de Madrid vereinigt.
Im Jahr 1970 wurde die Universidad Central de Madrid geteilt. Der Teil, an dem die technischen Wissenschaften unterrichtet werden, erhielt den Namen Universidad Politécnica de Madrid, während der andere Teil, an dem unter anderem die Sozial- und Geisteswissenschaften gelehrt werden, in Erinnerung an den Ursprung der Universität von Alcalá den Namen Universidad Complutense de Madrid erhielt.

## Gründung der neuen Universidad de Alcalá im 20. Jahrhundert
Im Jahr 1977 wurde die gleichnamige Universidad de Alcalá (UAH) gegründet, die seit 1978 unabhängig von der Universidad Complutense Madrid ist. Im Jahr 2014 nutzte die neue Universität fünfzehn der Gebäude, die zwischen 1499 und 1836 für die alte Universität erbaut worden waren. Die Universität hat weitere Einrichtungen in Alcalá de Henares und Guadalajara. Im Studienjahr 2018/2019 studierten 29.063 Studentinnen und Studenten an der neuen Hochschule.

## Bekannte Lehrer und Schüler der Universität

### Philologen und Schriftsteller
- Antonio de Nebrija (1441–1522), Professor für Rhetorik und lateinische Grammatik
- Hernán Núñez de Toledo (1475–1553), Professor für Rhetorik
- Alfonso de Zamora (1476–1544), Professor für Hebraistik
- Benedictus Arias Montanus (1527–1598), Theologe und Orientalist
- Johannes vom Kreuz (1542–1591), Schriftsteller und Dichter, Heiliger
- Mateo Alemán (1547–1613), Schriftsteller
- Lope de Vega (1562–1635), Dichter
- Tirso de Molina (1579–1648), Dramatiker
- Francisco de Quevedo (1580–1645), Schriftsteller
- Pedro Calderón de la Barca (1600–1681), Dichter und Dramatiker
- María Isidra de Guzmán y de la Cerda (1767–1803), Philologin[55]

### Mediziner, Biologen, Philosophen und Naturwissenschaftler
- Juan Ginés de Sepúlveda (1490–1573), Humanist, Historiker und Übersetzer
- Andrés Laguna (1499–1559), Mediziner, Pharmazeutiker, Botaniker und Humanist
- Francisco Vallés de Covarrubias (1524–1592), Professor für Medizin[56]
- Juan Huarte de San Juan (1529–1588), Arzt und Philosoph
- Juan Caramuel y Lobkowitz (1606–1682), Philosoph, Theologe, Astronom und Mathematiker
- Andrés Manuel del Río (1764–1849), Mineraloge und Chemiker

### Politiker und Adelige
Über mehr als 300 Jahre war die Mehrheit der Vizekönige, Gouverneure, Richter und Beamten ehemalige Studenten der Universität Alcalá.
- Antonio Pérez (1540–1611), Staatsmann
- Alessandro Farnese (1545–1592), Herzog von Parma und Piacenza, Feldherr und Diplomat
- Juan de Austria (1547–1578), Sohn Kaiser Karls V.
- Don Carlos (1545–1568), Sohn König Philipps II. von Spanien
- Jules Mazarin (1602–1661), Kardinal, Staatsmann
- Gaspar Melchor de Jovellanos (1744–1811), Staatsmann, Schriftsteller

### Theologen und Kleriker
- Pedro Ciruelo (1470–1548), Theologe und Mathematiker
- Pedro de Lerma (1461–1541), erster Kanzler der Universität
- Thomas von Villanova (1488–1555), Erzbischof von Valencia, Heiliger
- Ignatius von Loyola (1491–1556), Gründer des Jesuitenordens, Heiliger
- Domingo de Soto (1494–1560), Professor für Theologie
- Juan de Ávila (1500–1569), Theologe und Schriftsteller, Heiliger
- Bartolomé de Carranza (1503–1576), Erzbischof von Toledo, Diplomat
- Francisco López de Gómara (1511–1566), Priester und Historiker
- Ambrosio de Morales (1513–1591), Humanist, Historiker und Antiquar
- Benedictus Arias Montanus (1527–1598), Theologe und Orientalist.
- Juan de Mariana (1536–1624), Historiker und Staatstheoretiker
- Francisco Suárez (1548–1617), Theologe und Philosoph
- Juan de Palafox y Mendoza (1600–1659), Bischof, Vizekönig von Neuspanien
- Melchor Liñán y Cisneros (1629–1708), Theologe, Erzbischof von Lima und Vizekönig von Peru
- Diego Morcillo Rubio de Auñón (1642–1730), Ordenspriester, Erzbischof von Lima und Vizekönig von Peru
- Bartolomé Altemir (1783–1843), Theologe; Generalminister der Franziskaner